# Francisco Reyes Maldonado
Francisco Reyes Maldonado (Ciudad de México, México; 4 de octubre de 1998) es un futbolista mexicano, juega como Defensa y su equipo actual es el Atlante FC de la Liga de Expansión MX.

## Trayectoria
Formación en Pumas UNAM
Canterano de los Pumas de la UNAM, estuvo durante 5 años desde 2013 a 2018.

### Potros UAEM
En 2018 llega a Potros UAEM, debutando el 26 de agosto de 2018 ante Tampico Madero.

### Tlaxcala Fútbol Club
Estaría con el equipo tlaxcalteca en 2019 hasta 2020.

### Atlante Fútbol Club
En 2020 llega al Atlante, donde ganó el título del Apertura 2021 y el Apertura 2022.

### Fútbol Club Juárez
El 5 de mayo de 2023 es anunciada su incorporación a Bravos de Juárez, aunque solo se limitó a jugar con el equipo sub-23.

### Atlante Fútbol Club: Segunda Etapa
Para 2024 regresa al Atlante, donde se ha vuelto titular en diferentes partidos.